# كاريل سترييسكين
كاريل سترييسكين (بالهولندية: Carel Struycken)‏ هو مصور وملحن وممثل هولندي، ولد في 30 يوليو 1948 في هولندا. بدأ مشواره المهني سنة 1978.

## أعمال

### أفلام
- (1987) السحرة من إيستويك[3]
- (1997) رجال ذوو بزات سوداء[4][5]
- (2017) لعبة جيرالد

### مسلسلات
- اسمي إيرل
- الجيل التالي
- كولد كيس

## وصلات خارجية
- كاريل سترييسكين على موقع IMDb (الإنجليزية)
- كاريل سترييسكين على موقع روتن توميتوز (الإنجليزية)
- كاريل سترييسكين على موقع ألو سيني (الفرنسية)
- كاريل سترييسكين على موقع ميوزك برينز (الإنجليزية)
- كاريل سترييسكين على موقع أول موفي (الإنجليزية)
- كاريل سترييسكين على موقع قاعدة بيانات الأفلام السويدية (السويدية)
- كاريل سترييسكين على موقع ديسكوغز (الإنجليزية)
- كاريل سترييسكين على موقع قاعدة بيانات الفيلم (الإنجليزية)
- كاريل سترييسكين على موقع كينوبويسك (الروسية)